# Congrès démocratique des peuples
Le Congrès démocratique des peuples (en turc : Halkların Demokratik Kongresi, HDK) est une union de nombreuses associations et partis politiques de gauche en Turquie. Il vise à réformer fondamentalement la politique turque vers une démocratie directe, à combattre l'exploitation des humains et de l'environnement et à représenter les individus opprimés par des discrimination ethnique, religieuse ou genrée. Le Congrès a été formé le 15 octobre 2011. Il organise de nombreuses conférences et tient des congrès officiels. En 2012, le Congrès a créé un nouveau parti qui agirait comme sa tête d'affiche politique, le Parti démocratique des peuples (HDP).

## Formation
En préparation des élections générales de 2011, le Parti de la paix et de la démocratie (BDP) et plusieurs petits partis ont présenté des candidats communs en tant qu'indépendants, sous la bannière du « Bloc du travail, de la démocratie et de la liberté (en) ». L'objectif était de contourner le seuil électoral de 10 % nécessaire aux partis pour être représentés à la Grande Assemblée nationale. 35 des 61 candidats qui se sont présentés derrière la liste électorale du Bloc ont été élus. En octobre 2011, après les élections, ces partis se sont réunis avec de plus petits mouvements et associations pour former le Congrès démocratique des peuples , avec Ertuğrul Kürkçü et Sebahat Tuncel comme porte-paroles.

## Idéologie
Le Congrès vise à fournir une plate-forme aux personnes opprimées et exploitées par le capitalisme et la discrimination religieuse, genrée ou ethnique. Le Congrès vise donc à représenter les travailleurs et toutes les personnes en situation de précarité, les femmes, la communauté LGBT, les Kurde, les Alévis, les Arméniens, les Assyriens, les Azerbaïdjanais, les Circassiens, les Laz,  et les Roms .

## Campagne pour les élections législatives et présidentielle turques de 2023
Le 25 août 2022, en amont des élections législatives et présidentielle turques de 2023, les partis membres du Congrès démocratique des peuples s'allient avec le Parti du mouvement ouvrier (EHP) et le Parti des travailleurs de Turquie (TIP) pour former l'Alliance du travail et de la liberté, une coalition électorale
Le 22 mars 2023, les partis de l'Alliance du travail et de la liberté ont déclaré qu'ils ne présenteraient pas de candidat à l'élection présidentielle, et soutiendrais celui du Parti républicain du peuple (CHP), Kemal Kılıçdaroğlu, pour maximiser ses chances de battre le candidat du AKP et actuel président, Recep Tayyip Erdoğan.
Le 24 mars 2023, les partis membres du Congrès démocratique des peuples  ainsi que le EHP, annoncent se présenter aux élections législatives derrière la liste électorale du Parti de la gauche verte (YSP). L'objectif pour ces partis est d'abord de se donner un plus grand poids politique par l'union. Mais le but est surtout de se protéger des menaces d'interdiction de se présenter aux élections qui pèsent sur eux du fait de leurs liens supposés au Parti des travailleurs du Kurdistan (PKK). La cour constitutionnelle turque doit en effet examiner le 11 avril 2023 une procédure d'interdiction du HDP, qui pourrait conduire à l’empêcher de se présenter aux élections ou même à le dissoudre.

## Partis politiques membres
| Parti | Parti                                                                      | Abr. | Président                         | Idéologie                                         | Sièges au parlement | Position                |
| ----- | -------------------------------------------------------------------------- | ---- | --------------------------------- | ------------------------------------------------- | ------------------- | ----------------------- |
|       | Parti démocratique des peuples Halkların Demokratik Partisi                | HDP  | Mithat Sancar Pervin Buldan       | Écosocialisme Droits des minorités                | 2 / 600             | Gauche                  |
|       | Parti démocratique des régions Demokratik Bölgeler Partisi                 | DBP  | Saliha Aydeniz Keskin Bayidir     | Social-démocratie Nationalisme kurde              | 0 / 600             | Centre gauche à gauche  |
|       | Parti de la refondation socialiste (en) Sosyaliste Yeniden Kuruluş Partisi | SYKP | Nejla Kurul Tuncay Yılmaz         | Marxisme Féminisme socialiste                     | 0 / 600             | Extrême gauche          |
|       | Parti de la gauche verte Yeşil Sol Parti                                   | YSP  | Çiğdem Kilıçgün Uçar İbrahim Akın | Écosocialisme Altermondialisme Démocratie directe | 56 / 600            | Gauche                  |
|       | Parti travailliste Emek Partisi                                            | EMEP | Ercüment Akdeniz (tr)             | Communisme Marxisme-léninisme                     | 2 / 600             | Extrême gauche          |
|       | Parti de la liberté sociale (en) Toplumsal Özgürlük Partisi                | TÖP  | Perihan Koca                      | Socialisme démocratique Marxisme-léninisme        | 1 / 600             | Gauche à extrême gauche |
|       | Parti socialiste des opprimés (en) Ezilenlerin Sosyaliste Partisi          | ESP  | Sultan Ulusoy                     | Marxisme-léninisme Droits des minorités           | 0 / 600             | Extrême gauche          |
|       | Parti ouvrier socialiste révolutionnaire Devrimci Sosyaliste İşçi Partisi  | DSIP | Meltem oral Şenol Karakaş         | Trotskisme Anticapitalisme                        | 0 / 600             | Extrême gauche          |

## Associations et organisations membres
- Initiative 78arde
- Confédération des syndicats révolutionnaires de Turquie
- Mouvement pour la démocratie et la liberté
- Mouvement démocratique des femmes libres
- Mouvement pomak libre
- Mouvement libre démocratique alévi
- Groupe d'action globale
- Hevi LGBTI
- Congrès islamique démocratique
- Istanbul LGBTI
- Kaldiraç
- Kaos GL
- Position Marxiste
- Conseil de protection de Munzur
- Nouvel éveil
- Partizan
- Association arc-en-ciel des femmes
- Plateforme de solidarité socialiste
- Solidarité avec le peuple palestinien
- Théorie Politique
- Théorie et société: Etudes Kurdes
- Tüm Köy Sen
- Verité Turquie
- Voix du travail